# 빨간 마후라 (영화)
빨간 마후라는 1964년 제작된 전쟁 영화로 신상옥 감독이 메가폰을 잡고 신영균, 최무룡, 윤인자 등 당대 최고의 배우들이 출연하였다. 6·25 전쟁 당시 한국 공군사에 유일한 203회 출격기록을 세우고, 승호리 철교 폭파 작전을 비롯하여 수많은 전투에 참가해 이름을 떨친 조종사가 바로 유치곤 장군으로 그를 실제 모델로 원로작가 한운사가 각본을 쓴 작품으로 동명 드라마를 원작으로 한다. R2B: 리턴투베이스가 2012년 8월14일부터 개봉에 들어갔다.

## 출연진
- 신영균 나관중 소령역
- 최은희 지선역
- 최무룡 배대봉 중위역
- 남궁원